# Acrosticta riojana
Acrosticta riojana är en tvåvingeart som först beskrevs av Brethes 1922.  Acrosticta riojana ingår i släktet Acrosticta och familjen fläckflugor. Inga underarter finns listade i Catalogue of Life.